# Női szkeleton a 2002. évi téli olimpiai játékokon
A 2002. évi téli olimpiai játékokon a szkeleton női egyes versenyszámát február 20-án rendezték a Utah Olimpiai Parkban. Az aranyérmet az amerikai Tristan Gale nyerte meg. A versenyszámban nem vett részt magyar versenyző.
A sportág 1948 után került be ismét a téli olimpia programjába, ahol először rendeztek női szkeleton versenyszámot.

## Végeredmény
A verseny két futamból állt. Az összesített időeredmények határozták meg a végső sorrendet. A vastagbetűvel jelzett idő volt az adott futam legjobb ideje.
| Helyezés | Versenyző            | Nemzet                 | 1.    | 2.    | Össz.   |
| -------- | -------------------- | ---------------------- | ----- | ----- | ------- |
| Arany    | Tristan Gale         | Egyesült Államok (USA) | 52,26 | 52,85 | 1:45,11 |
| Ezüst    | Lea Ann Parsley      | Egyesült Államok (USA) | 52,27 | 52,94 | 1:45,21 |
| Bronz    | Alex Coomber         | Nagy-Britannia (GBR)   | 52,48 | 52,89 | 1:45,37 |
| 4.       | Diana Sartor         | Németország (GER)      | 52,55 | 52,98 | 1:45,53 |
| 5.       | Maya Pedersen        | Svájc (SUI)            | 52,92 | 52,63 | 1:45,55 |
| 6.       | Lindsay Alcock       | Kanada (CAN)           | 52,62 | 53,07 | 1:45,69 |
| 7.       | Steffi Hanzlik       | Németország (GER)      | 52,82 | 53,13 | 1:45,95 |
| 7.       | Jekatyerina Mironova | Oroszország (RUS)      | 52,97 | 52,98 | 1:45,95 |
| 9.       | Dany Locati          | Olaszország (ITA)      | 53,19 | 53,46 | 1:46,65 |
| 10.      | Michelle Kelly       | Kanada (CAN)           | 53,76 | 53,56 | 1:47,32 |
| 11.      | Liz Couch            | Új-Zéland (NZL)        | 53,62 | 54,18 | 1:47,80 |
| 12.      | Nakajama Eiko        | Japán (JPN)            | 54,00 | 54,72 | 1:48,72 |
| 13.      | Cindy Ninos          | Görögország (GRE)      | 54,54 | 54,74 | 1:49,28 |